# Arriesgaré la piel
| Recensione | Giudizio |
| ---------- | -------- |
| AllMusic   |          |

Arriesgaré la piel è un album in studio del gruppo musicale cileno Inti-Illimani, pubblicato nel 1996.

## Descrizione
Arriesgaré la piel segna l'inizio di un periodo abbastanza turbolento all'interno del gruppo.
Abbandona la formazione, dopo 10 anni, Renato Freyggang, sostituito da Efren Viera (percussionista e clarinettista cubano in quel periodo residente a Santiago del Cile) e da Pedro Villagra (polistrumentista cileno fondatore del gruppo Santiago del Nuevo Extremo), e sarà anche l'ultimo disco in studio inciso da Max Berrú, uno dei fondatori del gruppo. Si rafforza invece la relazione artistica tra Horacio Salinas e Patricio Manns, che scrive per lui i testi di cinque canzoni.
Come già accaduto in passato, la presenza in organico di un nuovo strumento, in questo caso il clarinetto, spinge Horacio Salinas a scrivere brani che ne prevedano l'utilizzo, nascono così María Canela e l'arrangiamento di Medianoche, quest'ultimo, che diverrà immediatamente un classico del gruppo, segna un'ulteriore svolta nella loro ricerca musicale, che affronta qui uno dei ritmi più amati della canzone popolare sudamericana: il bolero. Questo brano, insieme all'altro bolero Quién eres tú, anticipa la scelta di dedicare un intero disco ai ritmi più popolari del centro e sudamerica, cosa che accadrà 2 anni dopo con Amar de nuevo.
El hacha omaggia il son cubano e nella sua messa a punto, così come per El negro Bembón, vede protagonista Efren Viera.
Caramba, yo soy dueño del Barón è accreditata a Horacio Salinas, ma in realtà si tratta di una cueca tradizionale, interpretata molti anni prima dai Los Chileneros, della quale Salinas cura solo l'arrangiamento.
Kulliacas era stato già presentato nei concerti dal vivo del gruppo e consiste in una coda, scritta da Salinas, per uno dei loro classici, La fiesta de San Benito, dal vivo i due brani confluivano uno nell'altro senza soluzione di continuità. 
Il testo di Canto de las estrellas è stato scritto da Moises Chaparro durante un'improvvisazione poetica con metrica obbligata, basata su liriche di Víctor Jara, e realizzata in occasione della vigilia della "purificazione" dello Stadio Chile che venne usato come campo di concentramento dalla giunta di Augusto Pinochet nei mesi seguenti il golpe. Alla fine del brano si possono ascoltare delle grida cerimoniali degli indios Mapuche e l'inno cileno cantato dai bambini della scuola della comunità Pehuenche di Quinquén, in occasione della nascita della Fondazione Víctor Jara.
Il disco è stato registrato nel febbraio e nell'estate 1996 e pubblicato lo stesso anno nel solo formato CD dall'etichetta discografica EMI Odeon Chile. In Italia il disco è stato pubblicato dalla CGD con una diversa copertina e un diverso libretto, ma l'identico contenuto musicale.

## Tracce
1. Medianoche – 4:15 (Horacio Salinas, Patricio Manns)
2. María Canela – 2:14 (Horacio Salinas)
3. El hacha – 5:27 (Horacio Salinas, Patricio Manns)
4. Entre nosotros – 3:43 (Horacio Salinas, Patricio Manns)
5. Quién eres tú – 3:24 (Horacio Salinas, Patricio Manns)
6. Arriesgaré la piel – 5:30 (Horacio Salinas, Patricio Manns)
7. Kalimba – 6:09 (Horacio Salinas)
8. El negro Bembón – 4:02 (Bobby Capó)
9. Cumpleaños 80 de Nicanor – 1:57 (José Seves, Roberto Parra)
10. Caramba, yo soy dueño del Barón (tradizionale) – 4:28
11. Kulliacas – 3:12 (Horacio Salinas)
12. Canto de las estrellas – 4:52 (Víctor Jara - Moisés Chaparro, José Seves)

Durata totale: 49:13

## Formazione
- Jorge Coulón: chitarra, tiple colombiano, arpa, dulcimer a martello
- Max Berrú: chitarra, percussioni
- Horacio Salinas: chitarra, cuatro venezuelano, tiple colombiano, charango, percussioni
- Horacio Duran: charango, cuatro venezuelano, violino, percussioni
- José Seves: chitarra, quena, sikus, guitarrón messicano, congas, cajón peruviano
- Marcelo Coulón: quena, ottavino, flauto traverso, guitarrón messicano
- Pedro Villagra: sassofono, flauto traverso, ottavino, congas, sikus, mandolino, clarinetto
- Efren Viera: sax baritono, clarinetto, percussioni

### Collaboratori
- Gabriel Salinas - acordeón e pianoforte in Caramba, yo soy dueño del Barón
- Mariela Fuentes - cori
- Juana Millar - cori
- Camilo Salinas - pianoforte in Kalimba
- Renè Castro - disegno di copertina e illustrazioni